# Attaque au couteau du 15 octobre 2023 à Hartlepool
 (septembre 2024).
La mise en forme du texte ne suit pas les recommandations de Wikipédia : il faut le « wikifier ».
Les points d'amélioration suivants sont les cas les plus fréquents :
- Les titres sont pré-formatés par le logiciel. Ils ne sont ni en capitales, ni en gras.
- Le texte ne doit pas être écrit en capitales (les noms de famille non plus), ni en gras, ni en italique, ni en « petit »…
- Le gras n'est utilisé que pour surligner le titre de l'article dans l'introduction, une seule fois.
- L'italique est rarement utilisé : mots en langue étrangère, titres d'œuvres, noms de bateaux, etc.
- Les citations ne sont pas en italique mais en corps de texte normal. Elles sont entourées par des guillemets français : « et ».
- Les listes à puces sont à éviter, des paragraphes rédigés étant largement préférés. Les tableaux sont à réserver à la présentation de données structurées (résultats, etc.).
- Les appels de note de bas de page (petits chiffres en exposant, introduits par l'outil «  Source ») sont à placer entre la fin de phrase et le point final[comme ça].
- Les liens internes (vers d'autres articles de Wikipédia) sont à choisir avec parcimonie. Créez des liens vers des articles approfondissant le sujet. Les termes génériques sans rapport avec le sujet sont à éviter, ainsi que les répétitions de liens vers un même terme.
- Les liens externes sont à placer uniquement dans une section « Liens externes », à la fin de l'article. Ces liens sont à choisir avec parcimonie suivant les règles définies. Si un lien sert de source à l'article, son insertion dans le texte est à faire par les notes de bas de page.
- La présentation des références doit suivre les conventions bibliographiques. Il est recommandé d'utiliser les modèles {{Ouvrage}}, {{Chapitre}}, {{Article}}, {{Lien web}} et/ou {{Bibliographie}}. Le mode d'édition visuel peut mettre en forme automatiquement les références.
- Insérer une infobox (cadre d'informations à droite) n'est pas obligatoire pour parachever la mise en page.

Pour une aide détaillée, merci de consulter Aide:Wikification.
Si vous pensez que ces points ont été résolus, vous pouvez retirer ce bandeau et améliorer la mise en forme d'un autre article.
Le 15 octobre 2023, un homme a commis une attaque au couteau et a poignardé deux personnes à Hartlepool, dans le comté de Durham. Cette attaque a coûté la vie a une personne. Un autre individu attaqué au couteau par l'assaillant est le colocataire de l'auteur de l'attaque qui a été poignardé à plusieurs reprises après avoir fait irruption dans sa chambre. Le motif de cette attaque était la conversion de l’islam au christianisme du colocataire. L'assaillant le considérait comme un apostat, expliquant son geste ont indiqué les procureurs.

## Attentat
Tôt dans la matinée du 15 octobre 2023, l'assaillant Ahmed Ali Alid, qui vivait dans une résidence de demandeurs d'asiles partagé avec d'autres demandeurs d'asiles, fait irruption dans la chambre de son colocataire Javed Nouri afin de le poignarder à plusieurs reprises sur son lit tout en criant "Allahu Akbar" ("Dieu est grand", en arabe). Nouri s’était converti de l’islam au christianisme et Alid le considérait comme un apostat. Nouri et deux autres individus s'en tirent avec des blessures graves mais cette attaque au couteau ne provoque aucune victime.
Après cette tentative de meurtre, Alid décide de sortir et a parcouru les rues de Hartlepool à la recherche d'une victime à attaquer pour se « venger » du conflit entre Israël et le Hamas à la suite de l'attaque lancée par le Hamas le 7 octobre 2023, a déclaré le juge à la Teesside Crown Court. Alid a tué Terence Carney, 70 ans, en le poignardant à plusieurs reprises. Après ce meurtre, une unité de police de Hartlepool a arrêté Ahmed Ali Alid sans qu'il ne montre de signe de résistance.

## Auteur des faits
Le tribunal a révélé qu'Alid était né au Maroc et avait ensuite déménagé avec sa famille en Algérie. Le jury a aussi révélé qu'il avait quitté l'Algérie en raison du harcèlement des autorités et qu'il s'était déplacé en Europe pendant des années, dont 13 ans en Allemagne, où il avait demandé l'asile en vain.
Arrivé à Teesport sur un ferry en provenance des Pays-Bas, Alid a demandé l'asile. En attendant l'acceptation de sa demande d'asile, il était logé avec d'autres demandeurs d'asile dans une maison commune à Hartlepool.
Dans une interview, interrogé sur l'attaque contre Nouri, Alid a déclaré en arabe : « Je jure devant Allah tout-puissant que si j'avais eu une arme lourde, il y en aurait des milliers parce qu'ils ont tué des enfants innocents. Je jure devant Allah tout-puissant que si j'avais une kalachnikov, je l'utiliserais pour les tuer jusqu'à la dernière balle, aujourd'hui et avant demain. », ll a ajouté que s'il n'y avait pas de cessez-le-feu en Israël et à Gaza, « il y aurait un flot de victimes innocentes ici en Grande-Bretagne ».
La juge a déclaré lors de l'audience que les rapports psychiatriques n'avaient trouvé aucune preuve de psychose « ou de toute autre maladie mentale grave » chez Alid. Elle a indiqué qu'il souffrait d'une « maladie mentale mineure », appelée trouble de l'adaptation, qui aurait affecté son jugement, mais que cette maladie n'offrait qu'une « atténuation très limitée » car elle n'était pas suffisamment liée à « un niveau de violence aussi grave ». Pourtant, selon les dires d'Alid au cours de son procès devant la Teesside Crown Court de Middlesbrough, il a reconnu avoir poignardé les deux hommes, mais a affirmé qu'il n'avait pas eu l'intention de tuer l'un ou l'autre et qu'il avait « perdu la tête » à la suite d'une accumulation de stress.
À la suite de son procès, la Cour l'a obligé à purger une peine de 44 ans et 52 jours de prison.